# Hèches
Hèches é uma comuna francesa na região administrativa de Occitânia, no departamento dos Altos Pirenéus. Estende-se por uma área de 35,44 km². Em 2010 a comuna tinha 631 habitantes (densidade: 17,8 hab./km²).